# Saeed Ahmed Abdulla
Saeed Ahmed Abdulla (Arabic:سعيد احمد عبد الله) (sinh ngày 17 tháng 1 năm 1994) là một cầu thủ bóng đá người Các Tiểu vương quốc Ả Rập Thống nhất. Hiện tại anh thi đấu ở vị trí tiền đạo cho Shabab Al-Ahli.